# Anne of Avonlea
Anne of Avonlea (no Brasil: Anne de Avonlea) é o segundo livro da série Anne of Green Gables, escrita pela autora canadense Lucy Maud Montgomery.

## Introdução
Seguindo Anne of Green Gables, o livro cobre o segundo capítulo da vida de Anne Shirley. Este livro acompanha Anne dos 16 aos 18 anos, durante os dois anos em que leciona na escola de Avonlea. Inclui muitos dos personagens de Anne of Green Gables, bem como novos como o Sr. Harrison, Srta. Lavendar Lewis, Paul Irving e os gêmeos Dora e Davy. Anne não é mais simplesmente "de Green Gables", como era no livro anterior, mas agora assume seu lugar entre as pessoas "importantes" da pequena vila de Avonlea. Além de ser a única professora da pequena comunidade, ela também é a membro-fundadora da A.V.I.S. (Avonlea Village Improvement Society), que tenta melhorar (com resultados questionáveis) a paisagem urbana de Avonlea.

## Sobre o livro
Montgomery foi criada com a tradicional educação presbiteriana escocesa e em uma cultura que valorizava muito a educação. A famosa frase de John Knox, "A school in every village, a college in every town.", foi adotada pela igreja presbiteriana. A educação de Montgomery foi extremamente disciplinadora e exigente. Montgomery seguiu as teorias de reformadores educacionais como John Dewey, e a tensão entre a educação tradicional e as novas teorias refletiu-se em Anne of Avonlea, à medida que Anne passava muito tempo discutindo sobre os méritos agressivos de chicotear estudantes e apoiava a persuasão como métodos de ensino. No livro, Anne faz com que seus alunos escrevam resumos sobre seus pensamentos e sentimentos no lugar do aprendizado tradicional.

## Sinopse
Anne está prestes a começar seu primeiro semestre lecionando na escola de Avonlea, embora ela ainda continue seus estudos em casa com Gilbert, que está ensinando no vilarejo vizinho de White Sands. O livro logo apresenta o novo e problemático vizinho de Anne, o Sr. Harrison, e seu papagaio desbocado, bem como os gêmeos Davy e Dora. Eles são filhos do primo de 3º grau de Marilla e ela os acolhe quando a mãe morre enquanto o tio está fora do país. Dora é uma garota legal e bem comportada, um tanto entediante em seu comportamento perfeito. Davy é exatamente o oposto de Dora, muito mais extrovertido e está constantemente se metendo em muitas encrencas. Inicialmente, eles deveriam ficar por pouco tempo, mas o tio dos gêmeos adia seu retorno para buscar os gêmeos e depois morre. Anne e Marilla então, ficam aliviadas (Marilla interiormente, é claro) por saberem que os gêmeos permanecerão com elas.
Outros personagens apresentados são alguns dos novos alunos de Anne, como Paul Irving, um garoto ianque que vive com sua avó em Avonlea enquanto seu pai viúvo trabalha nos Estados Unidos. Ele encanta Anne com sua imaginação e modos caprichosos, que lembram os de Anne em sua infância. Mais tarde no livro, Anne e suas amigas conhecem a Srta. Lavendar Lewis, uma doce, mas solitária senhora de 40 anos que foi noiva do pai de Paul 25 anos antes, mas se separou dele após um desentendimento. No final do livro, o Sr. Irving retorna e ele e a Srta. Lavendar se casam.
Anne descobre as delícias e as dificuldades de ser professora, participa da criação de Davy e Dora e organiza o A.V.I.S. (Avonlea Village Improvement Society) junto com Gilbert, Diana e Fred Wright, embora seus esforços para melhorar a cidade nem sempre tenham sucesso, como na vez em que a sociedade fez um abaixo-assinado para repintar a antiga prefeitura de Avonlea, para que no fim o pintor entregasse a cor errada de tinta, transformando a prefeitura em uma monstruosidade azul brilhante.
No final do livro, o marido da Sra. Rachel Lynde morre e a Sra. Lynde vai morar com Marilla em Green Gables, permitindo que Anne finalmente fosse para a faculdade. Ela e Gilbert fazem planos para estudar no Redmond College no outono.
Este livro mostra Anne amadurecendo ligeiramente, embora ela ainda não possa evitar uma série de dificuldades familiares, incluindo vender a vaca do Sr. Harrison depois de confundi-la com a sua, acidentalmente esfregar tinta vermelha em seu nariz e ficar presa no telhado do celeiro enquanto espiava pela janela da despensa.

## Personagens
- Anne Shirley - Uma vez que órfã, corajosa, com cabeça cor de cenoura e sardenta, Anne cresceu e agora serve como professora na escola de Avonlea. Ela ainda não perdeu seu espírito imaginativo e criativo e é a ruiva que mais se destaca de todas as outras e se adapta ao seu novo ambiente em "Anne of Avonlea".
- Marilla Cuthbert - A mulher que cinco anos atrás havia adotado uma certa garotinha sardenta para viver com ela e seu irmão Matthew, hoje encara a dor e a falta do mesmo.
- Gilbert Blythe - O inimigo de infância de Anne e agora bom amigo, também é professor na vizinha White Sands School. Ele está apaixonado por Anne, mas ainda não admite isso para ela.
- Diana Barry - A melhor amiga de infância de Anne, Diana, agora está mais junto dela do que nunca.
- Rachel Lynde - A melhor amiga e vizinha de Marilla, ainda que discuta com Anne, desenvolve uma relação muito melhor com ela.
- Davy & Dora Keith - Um dos gêmeos que Marilla acolhe, Davy, é travesso, adora comer doces e raramente faz o que mandam. Ele tem cachos claros e felpudos por toda a cabeça, olhos castanhos com covinhas malandras, nariz arrebitado e está sempre sorrindo. Dora, irmã de Davy, é completamente o contrário. Ela faz tudo o que é mandado sem nenhum erro e é muito dócil. Ela tem cachos louros, longos e elegantes, olhos castanhos suaves, nariz reto e boca de "ameixas e prismas".
- Paul Irving - Um dos alunos de Anne, um menino criativo e amigável. Ele foi criado nos Estados Unidos e veio para Avonlea para morar com sua avó paterna.
- Sr. Harrison - O novo vizinho de Anne e Marilla, um homem que inicialmente parece mal-humorado, mas se torna um bom amigo de Anne com sua atitude prática e fundamentada. Ele tem um papagaio muito rude chamado Ginger que morre mais tarde por causa de uma tempestade de granizo, uma morte "nada trágica e incomum".
- Sra. Lavendar Lewis - Uma velha solteirona, criativa, atraente e com cabelo branco como a neve que Anne e Diana encontram durante uma caminha. Ela mora em Echo Lodge e também se torna boa amiga de Anne.

## Livros relacionados
| # | Livro                    | Data de publicação | Idade de Anne |
| - | ------------------------ | ------------------ | ------------- |
| 1 | Anne de Green Gables     | 1908               | 11 - 16       |
| 2 | Anne de Avonlea          | 1909               | 16 - 18       |
| 3 | Anne da Ilha             | 1915               | 18 - 22       |
| 4 | Anne de Windy Poplars    | 1936               | 22 - 25       |
| 5 | Anne e a Casa dos Sonhos | 1917               | 25 - 27       |
| 6 | Anne de Ingleside        | 1939               | 34 - 40       |
| 7 | Vale do Arco-Íris        | 1919               | 41 - 48       |
| 8 | Rilla de Ingleside       | 1921               | 49 - 53       |

| Livro                         | Data de publicação |
| ----------------------------- | ------------------ |
| Chronicles of Avonlea         | 1912               |
| Further Chronicles of Avonlea | 1920               |
| The Blythes Are Quoted        | 2009               |

## Adaptações cinematográficas ou teatrais
- A minissérie Anne of Avonlea de 1975, foi estrelada por Kim Braden como Anne. Além de ser baseada neste romance, foi também na sua sequência, Anne of the Island.
- O livro também serviu de base para o musical Anne & Gilbert, e para a minissérie da CBC Television, Anne of Green Gables: The Sequel, que foi ao ar como Anne of Avonlea no Disney Channel dos Estados Unidos.[2]